# Generador de ozono
Un generador de ozono es capaz de producir ozono -una molécula triatómica que contiene tres átomos de oxígeno- artificialmente, mediante la generación de una alta tensión eléctrica (llamada "Efecto corona") que produce ozono, y, colateralmente, iones negativos. La generación de ozono tiene aplicación en la eliminación de malos olores y desinfección del aire, en el tratamiento y purificación de aguas, y en electromedicina -ozonoterapia-.
El ozono no puede ser almacenado ni transportado -es mucho menos estable que el oxígeno diatómico- como otros gases industriales. El motivo es que rápidamente se reconvierte en oxígeno, y por ello debe ser producido en el lugar en donde será empleado.
Los generadores más comunes son los que trabajan por medio del efecto corona, con frecuencias que van de 600 Hz hasta 2 kHz, y con voltajes que oscilan entre los 4 kV y 20 kV. El factor dominante que origina la generación de ozono, es la temperatura del gas vector que es controlada por el agua de enfriamiento; cuanto más fría es el agua, mejor es la síntesis del ozono; en las típicas condiciones industriales, la mayor parte de la energía se disipa en calor, que debe neutralizarse por un muy eficiente flujo de agua. Debido a la alta reactividad del ozono, solo unos pocos materiales pueden ser usados para entrar en contacto con él; entre estos estarían el acero inoxidable 316L, el vidrio, PVDF, EPDM, PVC. Sus propiedades antisépticas son de aplicación tanto a nivel doméstico como industrial, estando demostradas y certificadas por laboratorios.
Desde hace años gracias a que se puede trabajar en alta frecuencia y al avance de la electrónica se ha pasado de utilizar grandes transformadores en baja frecuencia y válvulas a fabricar equipos de ozono de menor tamaño, menor consumo energético y muy baja disipación de calor inferior a 60 °C, siendo innecesario la refrigeración por agua de equipos con producciones incluso superiores a los 100g/h y con un precio considerablemente más bajo.
Desde la pandemia de COVID-19 se ha incrementado su utilización, está siendo utilizado como método de desinfección en diferentes medios del transporte público y otros espacios de alta concurrencia de personas.

## Generadores de ozono para Tratamientos del aire
En el caso de tratamientos aéreos y de superficies con ozono, éste elemento se comporta mezclándose en el ambiente a tratar, consiguiendo así la mayor homogeneización con el aire presente y oxidando cualquier tipo de sustancia biológica hasta el exterminio.

## Generadores de ozono para Tratamientos con ozono para el agua
Por lo que respecta a los tratamientos en medio líquido, el ozono debe inyectarse en forma de microburbuja y así estará en contacto con el total del volumen de líquido a tratar, actuando también en este caso como biocida, eliminando cualquier rastro biológico oportunista.